# بسترن بی۵۰
بسترن بی ۵۰ (انگلیسی: Besturn B50) یک خودرو سواری سدان کامپکت است که توسط بسترن گروه فاو تولید شده‌است. این خودرو از سال ۲۰۰۹ تا به حال تولید می‌شود.
بسترن بر اساس پلتفرم مزدا ۶ ساخته شد و در سال ۲۰۰۹ از آن رو نمایی شد و در بخش‌های فنی از تکنولوژی فولکس واگن و در بخش موتور از مزدا بهره گرفته‌است.
بسترن بی ۵۰ تا به حال در سه مدل اول ۲۰۱۰، مدل فیس لیفت ۲۰۱۴ و مدل جدید ۲۰۱۶ تولید شده‌است.
این خودرو در شرکت بهمن موتور نیز مونتاژ می‌گردد.

## فنی و امکانات

### بسترن بی ۵۰ اف
- موتور ۴ سیلندر ۱۶ سوپاپ ۱۸۰۰ سی سی با قدرت تولیدی ۱۴۳ اسب بخار
- پلتفرم مزدا ۶ و فورد سی دی ۳
- طراحی بدنه توسط ایتال‌دیزاین ایتالیا
- موتور گروه فاو با مشارکت مزدا ژاپن
- گیربکس ۶ سرعته اتوماتیک (تیپترونیک) ساخت شرکت آیسین سیکو ژاپن
- پیشرانه مجهز به NVH (کاهنده صدا و لرزش)
- فرمان هیدرولیک
- چهار کیسه هوا شامل دو کیسه هوای جانبی، شاگرد و راننده
- کمربندهای ایمنی پیش کشنده
- کروز کنترل و مجموعه‌های الکترومکانیکی ترمز گیری شامل ABS, EBD و TCS
- سانروف دو حالته
- کامپیوتر سفری
- تنظیم ارتفاع چراغ‌های جلو، چراغ‌های هالوژنی جلو
- سیستم تهویه مطبوع با کنترل اتوماتیک دیجیتال و کانال هوا رسانی به سرنشینان ردیف عقب
- آینه فوتوکرومیک مجهز به قطب نما
- حسگر پارک
- مه‌شکن جلو و عقب
- دزدگیر به همراه IMMOBILIZER
- آینه‌های جانبی برقی مجهز به گرمکن
- سیستم صوتی MP3 با پورت USB با شش بلندگو
- سیستم بلوتوث
- کنترل سیستم صوتی بر روی فرمان
- سیستم کنترل فشار باد تایرها (TPMS)
- تنظیم شش‌گانه و برقی صندلی راننده
- روکش چرمی صندلی
- نشانگر دمای داخل و خارج کابین
- سیستم تعلیق کاروبا
- رینگ آلومینیومی
- فیلتر هوا مزدا
- دو خروجی اگزوز